# Pacanówka
Pacanówka – wieś w Polsce położona w województwie świętokrzyskim, w powiecie staszowskim, w gminie Rytwiany.
W latach 1975–1998 miejscowość administracyjnie należała do województwa tarnobrzeskiego.

## Dawne części wsi – obiekty fizjograficzne
W latach 70. XX wieku przyporządkowano i opracowano spis lokalnych części integralnych dla Pacanówki zawarty w tabeli 1.

| Nazwa wsi – miasta    | Nazwy części wsi – miasta | Nazwy obiektów fizjograficznych – charakter obiektu                                        |
| --------------------- | ------------------------- | ------------------------------------------------------------------------------------------ |
| I. Gromada KONIEMŁOTY |                           |                                                                                            |
| 1. Pacanówka          | —                         | 1. Błonia — pole 2. Dodawki — pole 3. Łobaczów — pole 4. Za Górą — pole 5. Za Rowem — pole |

## Literatura
1. Kaczmarek Leon (red. nauk. zeszytu), Taszycki Witold (red. nauk. wyd.): Urzędowe Nazwy miejscowości i obiektów fizjograficznych. 33. Powiat staszowski województwo kieleckie. Komisja ustalania nazw miejscowości i obiektów fizjograficznych (do użytku służbowego). Z: 33. Warszawa: Urząd Rady Ministrów. Biuro do Spraw Prezydiów Rad Narodowych, 1970. Brak numerów stron w książce